# St. Nikolai (Grevesmühlen)

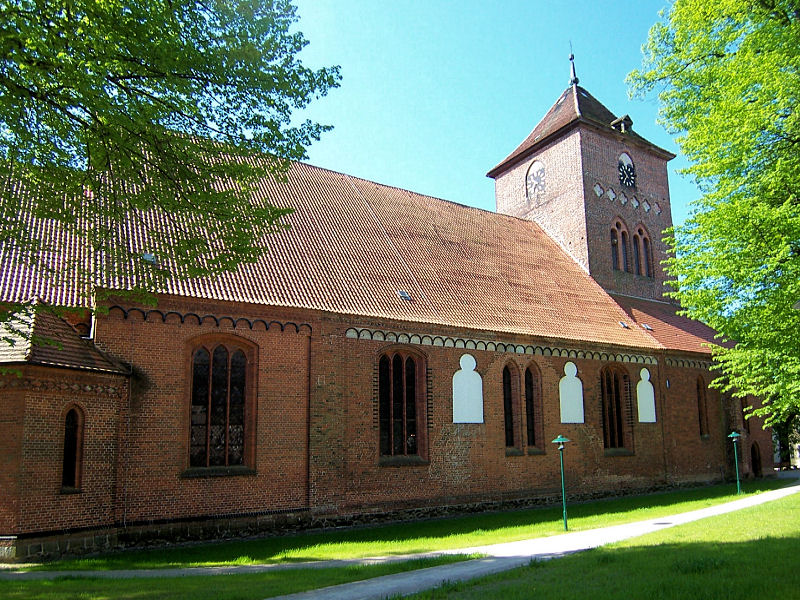
St. Nikolai in Grevesmühlen: ganz links der Ansatz des neugotischen Chors, dann das ergänzte neugotische vierte Joch mit großem Fenster, das dritte Joch mit großem Fenster von 1872 und das zweite Joch, das nach dem Rückbau der Nordervorhalle 1969 wieder zwei rekonstruierte gotische Spitzfenster zeigt. Der Altbestand wird auch durch den weißen Fries oberhalb der Fenster markiert.

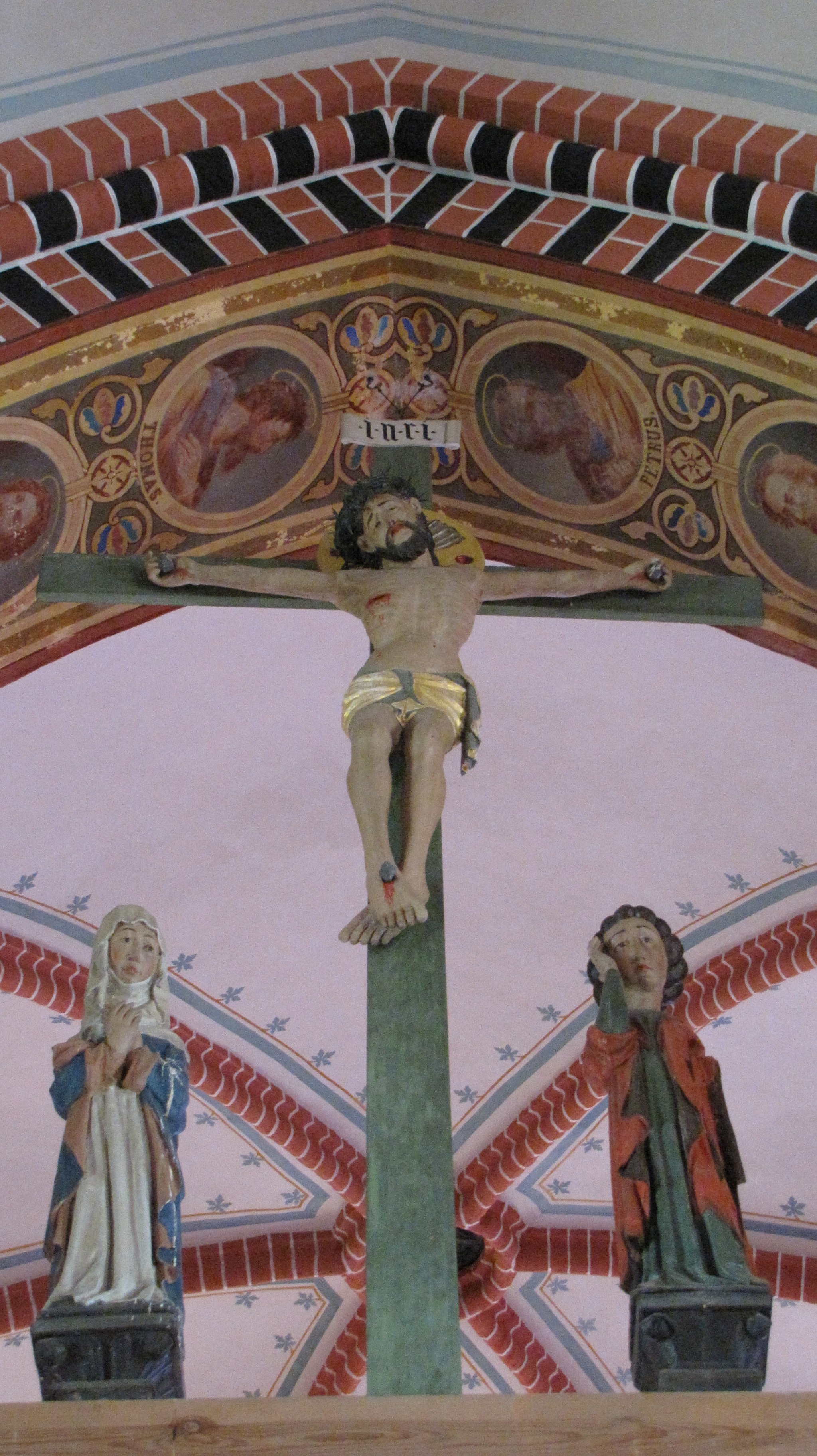
Triumphkreuz (um 1430), darüber im Triumphbogen der Fries mit den zwölf Aposteln

Die Stadtkirche St. Nikolai in Grevesmühlen ist ursprünglich eine Backsteinkirche des Übergangsstils von der Romanik zur Gotik, die im Laufe der Jahrhunderte stark überformt wurde. Sie gehört heute zur Evangelisch-Lutherischen Kirchgemeinde Grevesmühlen in der Propstei Wismar im Kirchenkreis Mecklenburg der Evangelisch-Lutherischen Kirche in Norddeutschland.

## Geschichte

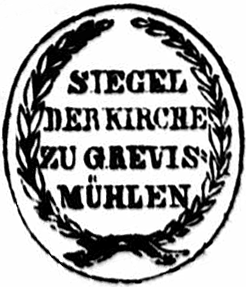
Noch bis zum Anfang des 20. Jahrhunderts wurde im Kirchensiegel und in den Kirchenbüchern der St.-Nikolai-Kirche die Schreibweise Grevismühlen verwendet

Die Kirche wurde erstmals 1230 im Ratzeburger Zehntregister erwähnt und 1237 dem Propst des Klosters Rehna unterstellt. 1284 wird sie als Nikolaikirche unter Ratzeburger Bischof Konrad zum Tafelgut des Ratzeburger Kanonikats. Bereits 1540 wird in Grevesmühlen wie auch im übrigen Klützer Winkel die Reformation umgesetzt.

## Baugeschichte
Wie bei den meisten Kirchen in Westmecklenburg wird der Kastenchor mit drei spitzgotischen Fenstern in der östlichen Abschlusswand das älteste Bauteil der Nikolaikirche gewesen sein. Er wurde 1870 abgebrochen, um das dreischiffige Kirchenschiff der Hallenkirche aus der Zeit der ersten Hälfte des 14. Jahrhunderts durch ein weiteres Joch und einen größeren Achtelchor zu erweitern. Das Kirchenschiff wies bis zur Umgestaltung 1870–1872 durch Theodor Krüger nur ein südliches Querschiff von zwei Jochen auf vor dem zweiten Joch des Langhauses auf. 1872 erhielt die Nikolaikirche anstelle der schmalen spitzgotischen Fenster, die paarweise in den Jochen angeordnet waren, große Fenster und gegenüber dem südlichen Querschiff als Anbau eine Vorhalle, die allerdings bei der Umgestaltung 1969 wieder entfernt wurde. Die Stelle ist an der Nordseite des Kirchenschiffs gut zu erkennen, weil die Wand von 1969 zwei rekonstruierte spitzgotische Fenster enthält, die den früheren Gesamtzustand andeuten. Der Kirchturm verfügte bis zum Brand von 1659 über eine hohe Turmspitze, die zwar nach dem Brand noch einmal erneuert wurde, aber einen Sturm kurz darauf wieder verloren ging. Seither wird der Turm durch das niedrige Spitzdach abgeschlossen. Die erhalten gebliebenen Lisenen, Rundbogen- und Kleeblattfriese deuten das wahre Alter der Kirche heute noch an.

## Ausstattung
Noch gravierender waren die Umgestaltungen im Inneren der Kirche. Die alte Ausstattung wurde im Zuge der Umgestaltung der Nikolaikirche 1872 durch eine neugotische Gesamtausstattung ersetzt. Diese wurde bei der Umgestaltung 1969 wiederum komplett aufgegeben.

### Altar
Der barocke Hauptaltar wurde 1870 entfernt und durch einen neugotischen Altar ersetzt, der als Aufsatz ein Gemälde mit der Darstellung der Kreuzigung von Theodor Fischer-Poisson erhielt. Dieser Altar, wie auch die dazu passende neugotische Kanzel und das neugotische Kirchengestühl, wurden 1969 entfernt und durch einen schlichten Altartisch ersetzt.

### Triumphkreuz
Das gotische Triumphkreuz aus der Zeit um 1430 gehört nicht zur Altausstattung der Kirche, sondern stammt aus der Heiligen-Geist-Kirche in Wismar. Es wurde erst im Zuge der Umgestaltung von 1969 in der Nikolaikirche aufgestellt. Der Triumphbogen darüber zeigt als Rest der neugotischen Ausmalung Medaillons mit den Bildnissen der Zwölf Apostel.

### Taufbecken

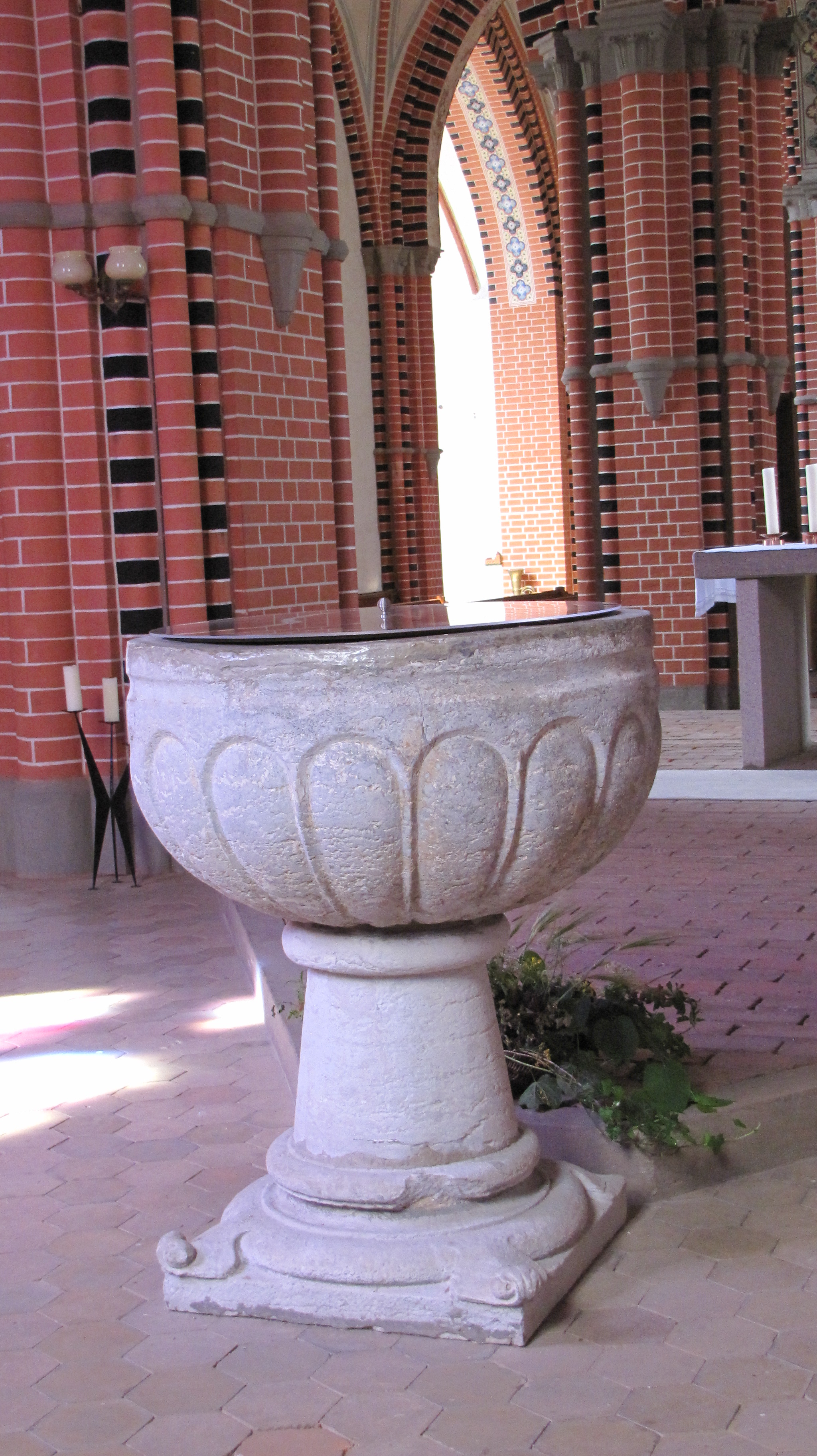
Romanischer Taufstein aus gotländischem Kalkstein (um 1230)

Die formschöne romanische Fünte stammt aus der Zeit um 1230 und ist aus Kalkstein von der Insel Gotland gehauen. Sie stand früher im Bereich der Vorhalle und wurde erst im Zuge der Umgestaltung 1969 in den Chor an ihren heutigen Standplatz verbracht. Sie ist damit heute das älteste Ausstattungsstück der Kirche.

### Gemälde
In der Kirche finden sich drei alte Gemälde: eine Kreuzigungsszene von 1690 mit einer Inschrift aus 1 Kor 2,2  (bezeichnet in der Inschrift L.S., Kopie nach Peter Paul Rubens), Christus am Kreuz (um 1700, Kopie nach Rubens) und eine Kreuztragung des Malers J. Grube von 1846.

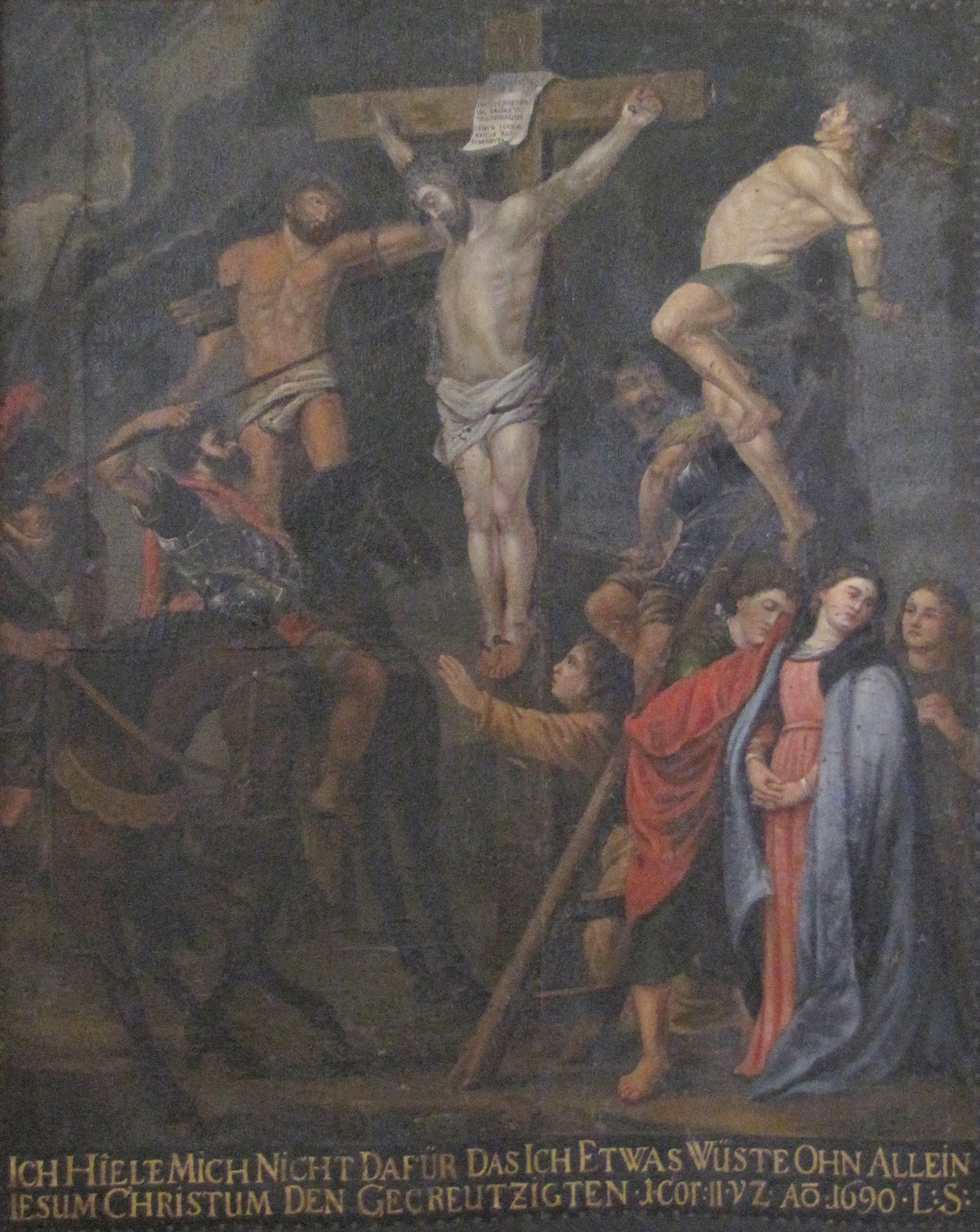
Kreuzigung (1690)
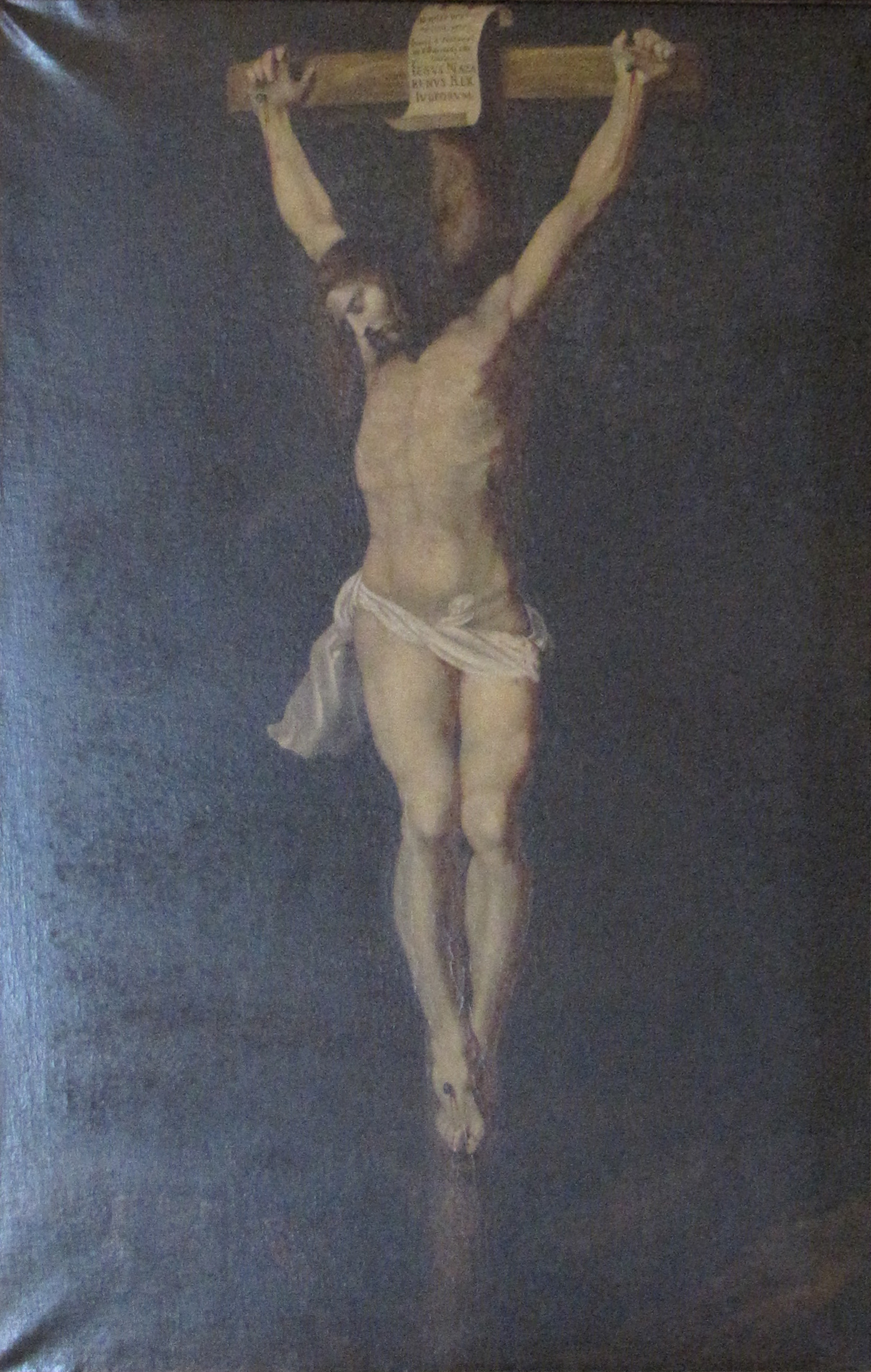
Christus am Kreuz (1700)
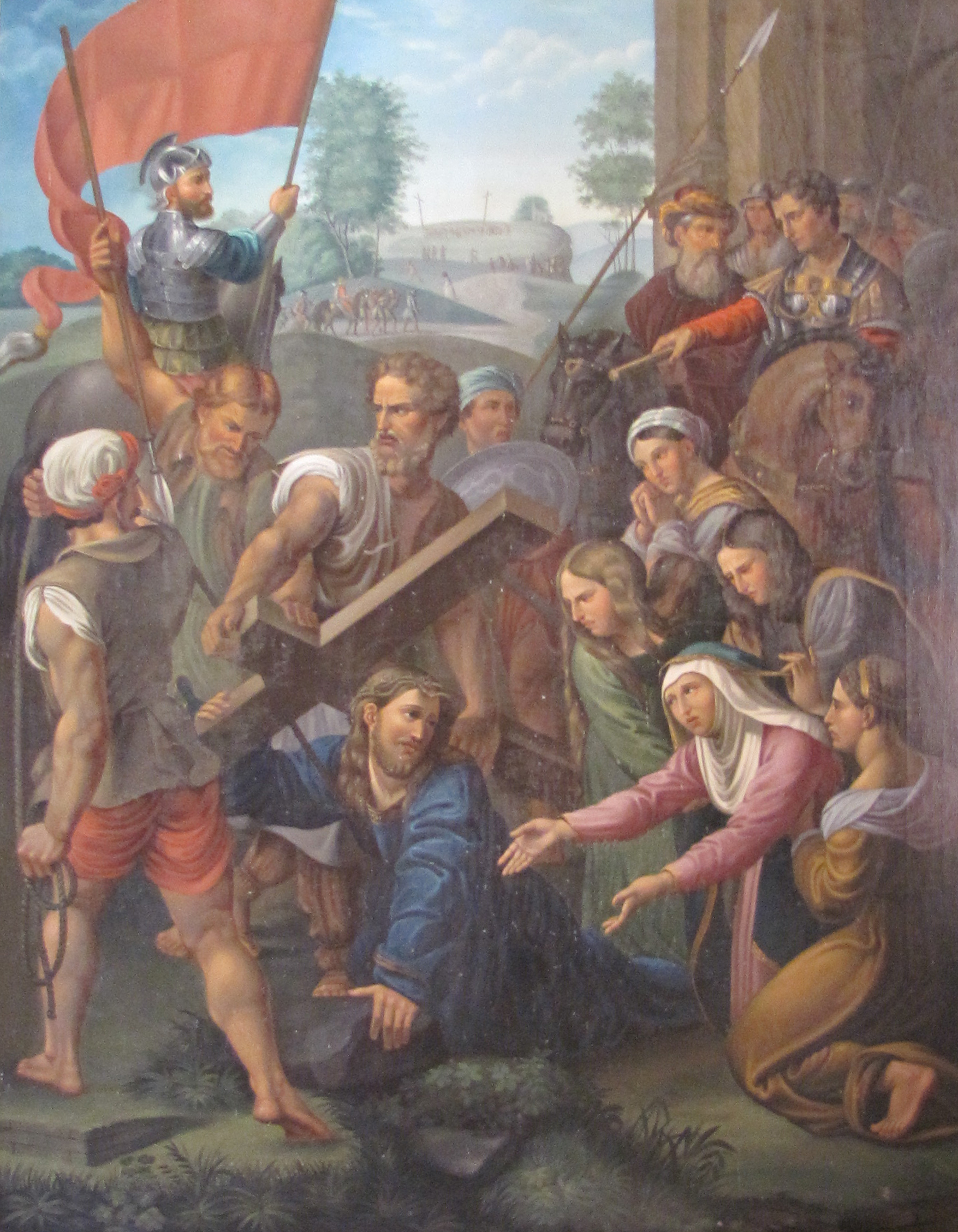
Kreuztragung (1846)

### Glocken
Die beiden Glocken der Kirche mussten nach dem Brand der Kirche aus dem Metall ihrer Vorgängerinnen von dem Gießer Adam Danckwardt in Wismar 1666 neu gegossen werden. Eine von ihnen wurde Ende des Ersten Weltkriegs für Kriegszwecke eingezogen, kam jedoch nur bis zum Bahnhof und konnte 1919 wieder in den Glockenstuhl eingehängt werden. Im Zweiten Weltkrieg ging dann eine der beiden Bronzeglocken endgültig verloren und die verbliebene wurde später durch zwei Eisenglocken ergänzt.

### Orgel
Die Kirche erhielt 1872 eine Orgel von Friedrich Friese in Schwerin.